# Vụ nổ tại Tô Hạp 2017
Vụ nổ tại Tô Hạp 2017 là một vụ nổ xảy ra vào khoảng 9 giờ (UTC+07:00) ngày 18 tháng 8 năm 2017 tại thôn Tà Lương thuộc thị trấn Tô Hạp, địa phận quản lý của huyện Khánh Sơn thuộc tỉnh Khánh Hòa tại Việt Nam. Nguyên nhân do nổ đạn pháo 105 mm tại một tư gia, hậu quả khiến sáu người tử vong và hai người bị thương.

## Vụ nổ
Bo Bo Sượng — cha của Bo Bo Siếp— từng cưa đạn hai lần trước đó nhưng không phát nổ, gia đình này tiếp tục tiến hành cưa quả đạn pháo thứ ba sau khi hai con trai tìm thấy trên rẫy cà phê. Khoảng 9 giờ ngày 18 tháng 8 năm 2017, một vụ nổ xảy ra tại thôn Tà Lương thuộc thị trấn Tô Hạp, địa phận quản lý của huyện Khánh Sơn thuộc tỉnh Khánh Hòa tại Việt Nam. Tâm vụ nổ thuộc tư gia một người Ra Glai tên là Bo Bo Siếp. Sau tiếng nổ lớn, khói đen và mùi thuốc súng nồng nặc, nhiều mảnh vỡ đầu đạn văng xa. Vụ nổ xảy ra tại bếp phía sau căn nhà, mái tôn của căn nhà bị biến dạng. Mấu Thị Khuyển —  vợ Bo Bo Siếp —  và con trai Mấu Hồng Trần đi làm rẫy cách nhà 10 km nên thoát chết.

## Hậu quả

### Thương vong
Khoảng 10 giờ 30 phút cùng ngày, Bí thư huyện ủy Khánh Sơn Mấu Thái Cư thông cáo năm nạn nhân tử vong tại chỗ, một nạn nhân chết trong quá trình cấp cứu, một nạn nhân bị thương. Tất cả các nạn nhân đều là người Ra Glai thuộc ba gia đình có quan hệ họ hàng, Bệnh viện Đa Khoa khu vực Cam Ranh tiếp nhận điều trị và chuyển tiếp đến Bệnh viện Đa khoa Khánh Hòa lúc 12 giờ 42 phút. Thi thể nhiều nạn nhân bị phân mảnh vì áp lực của vụ nổ. Khoảng 11 giờ 30 phút, Chánh Văn phòng Ủy ban nhân dân tỉnh Khánh Hòa Huỳnh Ngọc Bông thống kê sáu nạn nhân tử vong và hai nạn nhân bị thương.
| Số thứ tự | Họ tên            | Giới tính | Tuổi | Nguyên quán                            | Tình trạng                               | Nguồn       |
| --------- | ----------------- | --------- | ---- | -------------------------------------- | ---------------------------------------- | ----------- |
| 1         | Bo Bo Siếp        | nam       | 35   | Tà Lương, Tô Hạp, Khánh Sơn, Khánh Hòa | Tử vong tại vụ nổ                        | [ 1 ] [ 5 ] |
| 2         | Mấu Minh Nghĩa    | nam       | 9    | Tà Lương, Tô Hạp, Khánh Sơn, Khánh Hòa | Tử vong tại vụ nổ                        | [ 1 ] [ 5 ] |
| 3         | Mấu Minh Ngữ      | nam       | 3    | Tà Lương, Tô Hạp, Khánh Sơn, Khánh Hòa | Tử vong tại vụ nổ                        | [ 1 ] [ 5 ] |
| 4         | Cao Thị Thanh Vân | nữ        | 10   | Tà Lương, Tô Hạp, Khánh Sơn, Khánh Hòa | Tử vong tại vụ nổ                        | [ 1 ] [ 5 ] |
| 5         | Cao Hồng Phi      | nam       | 3    | Tà Lương, Tô Hạp, Khánh Sơn, Khánh Hòa | Tử vong tại vụ nổ                        | [ 1 ] [ 5 ] |
| 6         | Mấu Quốc Dương    | nam       | 60   | Tà Lương, Tô Hạp, Khánh Sơn, Khánh Hòa | Tử vong tại vụ nổ                        | [ 1 ] [ 5 ] |
| 7         | Bo Bo Sượng       | nam       | 55   | Tà Lương, Tô Hạp, Khánh Sơn, Khánh Hòa | Điều trị tại Bệnh viện Đa khoa Khánh Hòa | [ 1 ] [ 2 ] |

### Thiệt hại
Vụ nổ khiến một căn nhà bị hư hại nặng. Tường xung quanh tâm vụ nổ bị xuyên thủng nhiều vị trí, găm lại nhiều mảnh đạn và vết máu. Căn nhà bị tốc mái, các tấm tôn tại hiện trường bị xuyên thủng nhiều chỗ, vườn mía cách tâm vụ nổ 60 m có nhiều cây bị phạt đứt. Chính quyền địa phương thông cáo đây là vụ nổ đầu tiên và "đặc biệt nghiêm trọng" tại huyện Khánh Sơn trong thời bình.

## Cứu hộ
Ngay khi nhận báo cáo, Chủ tịch Ủy ban nhân dân thị trấn Tô Hạp Nguyễn Quốc Thái đến thị sát, cảnh sát tỉnh Khánh Hòa đến khám nghiệm hiện trường lúc 13 giờ 45 phút. Thủ tướng Chính phủ Nguyễn Xuân Phúc công điện chỉ thị Ủy ban nhân dân tỉnh Khánh Hòa thăm hỏi các gia đình nạn nhân và phối hợp với Bộ Công an điều tra nguyên nhân. Chủ tịch Ủy ban nhân dân tỉnh Khánh Hòa Lê Đức Vinh chỉ thị Phó Chủ tịch Ủy ban nhân dân tỉnh Nguyễn Duy Bắc cùng với Sở Lao động – Thương binh & Xã hội tỉnh đến thăm hỏi nạn nhân và điều tra nguyên nhân. Chủ tịch Ủy ban nhân dân huyện Khánh Sơn Đinh Ngọc Bình chỉ thị chính quyền huyện này tổ chức hậu sự cho các nạn nhân. Ủy ban nhân dân huyện Khánh Sơn hỗ trợ mua quan tài, đồng thời đặt một hòm từ thiện tại hiện trường.
| Tố chức                                                        | Nạn nhân | Nạn nhân  | Ghi chú                                                                                                 | Nguồn  |
| Tố chức                                                        | Tử vong  | Bị thương | Ghi chú                                                                                                 | Nguồn  |
| -------------------------------------------------------------- | -------- | --------- | --- | ------ |
| Phó Chủ tịch Ủy ban nhân dân tỉnh Khánh Hòa Nguyễn Duy Bắc     | 6        | 3         | Đây là số tiền trao tặng cho từng trường hợp nạn nhân tử vong, hoặc từng trường hợp nạn nhân bị thương. | [ 16 ] |
| Chánh Văn phòng Ủy ban nhân dân huyện Khánh Sơn Nguyễn Hữu Thơ | 2        | 0         | Đây là số tiền trao tặng cho từng trường hợp nạn nhân tử vong, hoặc từng trường hợp nạn nhân bị thương. | [ 17 ] |

Phó Chỉ huy trưởng Bộ Chỉ huy quân sự tỉnh Khánh Hòa Lê Văn Hòa chỉ thị lực lượng công binh rà soát vật liệu nổ khu vực xung quanh vụ nổ. Ngày 5 tháng 9, Phó Vụ trưởng Vụ Địa phương II (thuộc Ủy ban Dân tộc) Phạm Thị Phước An đến thăm và trao tặng bốn triệu đồng cho nạn nhân Bo Bo Sượng tại Bệnh viện Đa khoa Khánh Hòa; một số nhà từ thiện tại thành phố Buôn Ma Thuột cũng trao tặng ba triệu đồng cho Bo Bo Sượng. Chính quyền huyện Khánh Sơn trao học bổng và động viên Mấu Hồng Trần — con trai Bo Bo Siếp — tiếp tục học nội trú.

## Nguyên nhân
Chủ tịch Ủy ban nhân dân huyện Khánh Sơn Đinh Ngọc Bình cho rằng vụ nổ có thể liên quan đến vật liệu nổ thời chiến. Chỉ huy trưởng Bộ Chỉ huy quân sự huyện Khánh Sơn Đặng Văn Minh xác nhận nguyên nhân do "cưa đạn pháo 105 mm"; mục đích nhằm lấy thuốc nổ và vỏ đạn làm cán dao. Đạn pháo nặng khoảng 15 kg; trong đó bao gồm 12,5 kg thép và 2,5 kg thuốc nổ ComplexB. Theo cựu Chỉ huy trưởng Bộ Chỉ huy quân sự huyện Khánh Sơn Cao Văn Nhiến cho biết phạm vi ảnh hưởng của đạn pháo 105 mm lên đến 100 m², đồng thời xác nhận huyện Khánh Sơn còn nhiều vũ khí quân dụng sót lại do địa giới tiếp giáp với quân cảng vịnh Cam Ranh trong giai đoạn Chiến tranh Việt Nam.
Chánh Văn phòng Ủy ban nhân dân huyện Khánh Sơn Nguyễn Hữu Thơ cho biết sáu nạn nhân tử vong đều thuộc hộ nghèo, đồng thời nhận định một phần do hoàn cảnh kém dinh dưỡng đã dẫn đến hành động cưa đạn pháo. Chủ tịch Ủy ban nhân dân huyện Khánh Sơn Đinh Ngọc Bình suy đoán nguyên nhân vụ nổ do người dân "hiếu kỳ, tò mò". Ngày 26 tháng 10, Nguyễn Hữu Thơ chính thức xác nhận đạn pháo 105 mm bị cưa thành hai phần, nguyên nhân do dùng đục lấy thuốc nổ ở phần đuôi.

## Điều tra
Chánh Văn phòng Ủy ban nhân dân tỉnh Khánh Hòa Huỳnh Ngọc Bông thông cáo chỉ thị cơ quan chuyên trách điều tra nguyên nhân. Sau tám giờ khám nghiệm hiện trường, cảnh sát thu gom nhiều mảnh đạn và một búa cách tâm vụ nổ 50 m. Chiều tối cùng ngày, lực lượng quân sự và cảnh sát kết thúc quá trình khám nghiệm, một vật thể hoen gỉ dài 20 cm được vận chuyển ra khỏi hiện trường.

## Phản ứng

### Người dân khu vực
Ngay sau vụ nổ, một người hàng xóm phát hiện các nạn nhân nằm gục dưới đất với vết máu, thi thể bị phân mảnh văng xa; một người hàng xóm xác nhận nghe tiếng nổ lớn và một mảnh đạn xuyên tường bay vào tư gia dù cách tâm vụ nổ 60 m. Người dân khu vực không nhận thức rõ về mức độ nguy hiểm của bom mìn do cảnh sát và quân đội chưa tuyên truyền, nhưng sau vụ nổ thì người dân khu vực đã thay đổi quan điểm.

### Nạn nhân
Bo Bo Sượng được phẫu thuật cắt một phần hai chân, hai mắt không còn khả năng nhìn. Mấu Thị Khuyển —  vợ Bo Bo Siếp — phá dỡ tư gia và chôn toàn bộ gạch đá xuống nền nhà.